# 모토로라 드로이드 미니
모토로라 드로이드 미니(영어: Motorola Droid Mini XT1030)는 모토로라 모빌리티에서 제작한 안드로이드 스마트폰이다. 출시당시 안드로이드 4.2.2 젤리빈을 탑재하였다.

## 제품명
본제품명은 모토로라 드로이드 미니이다. 드로이드는 미국 버라이즌통신사에서 모토로라 제품군을 출시할 때 사용하는 이름이지만, 이번제품에는 제품명에 드로이드가 포함된다.

## 애플리케이션 프로세서 (AP)
모토로라 X8 모바일 컴퓨팅 시스템을 탑재하였으며, 차후 모토로라 모토 X에도 탑재되었다.

## 출시 국가

### LTE모델
- 미국

## 색상
- 스페이스 블랙